# Get Out My Head
Get Out My Head – singel irlandzkiego DJ i producenta muzycznego Shane'a Codda. 

## Geneza
Nagranie zostało wydane 25 maja 2020. Codd początkowo opublikował je na swoim profilu SoundCloud.
Mówiąc o tej piosence, Codd powiedział: 

Chciałem wyjść i robić normalnie rzeczy, chciałem też – zapewne jak większość z nas – wyrzucić z głowy stres covidowy. Bardzo dużo myślałem nad tym wokalem, a sam utwór stał się ucieczką. Pamiętam, gdy pierwszy raz posłuchałem „Get Out My Head” w samochodzie, udało mi się wtedy poczuć ulgę oraz dobry klimat. Wyobraziłem sobie festiwale, tańczących ludzi, co w świecie lockdownu stało się naprawdę odległym uczuciem. Udostępniłem utwór w internecie i od razu otrzymałem entuzjastyczne reakcje. Byłem zachwycony. Ludzie publikowali piosenkę, oznaczali mnie, a ja czułem olbrzymią wdzięczność za to, że im się podoba. Dostałem sporo wiadomości, że kawałek pomógł ludziom w lockdownie i że dla nich to numer roku. Nie mogłem w to uwierzyć.

## Odbiór komercyjny
Przez kilka miesięcy, do listopada 2020, nagranie zebrało 630 000 odtworzeń na SoundCloud i 420 000 na Spotify, co zwróciło uwagę wytwórni Polydor Records, która podpisała kontrakt z Coddem. Do początku grudnia 2020 nagranie osiągnęło 3,5 mln odtworzeń w Spotify, zajęło pierwsze miejsce na brytyjskiej liście Shazam, pierwsze na liście iTunes Dance Chart i drugie na brytyjskiej tabeli iTunes. 
Sport Playlists oceniał, że zbudowany wokół pianina utwór vocal house’owy jest bangerem, która posiada wszystkie odpowiednie elementy do infiltracji list przebojów i klubów i jest stworzony, by stać się wirusową sensacją. Zdaniem Piotra Gryglewicza debiutancki utwór Codda zachwycił połączeniem autorskiego sznytu z hołdem dla hitów lat 90. i pierwszych lat XXI wieku.

## Twórcy
- Shane Codd – producent, kompozytor, autor tekstu, performer towarzyszący, producent muzyczny, programista[8]
- Stuart Hawkes – inżynier masteringu, personel studia[8]
- James F. Reynolds – mikser, personel studia[8]
- Solah - wokal wspierający[9]

## Teledysk
Teledysk ukazał się w grudniu 2020. Rozpoczyna się od ujęcia młodego mężczyzny siedzącego w samochodzie (w jego roli wystąpił sam Codd). Kolejne sceny przedstawiają obraz dorastającej pary, która stara się jak najlepiej przezwyciężyć konflikt. 
Zdaniem Sarah Jae Leiber, teledysk jest wciągający i idealnie pasuje do żywych i optymistycznych wibracji utworu. 

## Notowania i certyfikacje

### Notowania tygodniowe
| Lista przebojów (2018-19)              | Najwyższa pozycja |
| -------------------------------------- | ----------------- |
| Belgia (Ultratop 50 Singles, Flandria) | 16                |
| Belgia (Ultratop 50 Singles, Walonia)  | 31                |
| Holandia (Dutch Top 40)                | 12                |
| Holandia (Single Top 100)              | 32                |
| Irlandia (Singles Chart)               | 5                 |
| Nowa Zelandia (Recorded Music NZ)      | 19                |
| Polska (AirPlay – Top)                 | 5                 |
| Szkocja (Official Charts Company)      | 10                |
| Wielka Brytania (UK Singles Chart)     | 6                 |
| Wielka Brytania (UK Dance)             | 2                 |

### Certyfikacje
| Kraj                  | Certyfikat      | Sprzedaż | Źr.    |
| --------------------- | --------------- | -------- | ------ |
| Wielka Brytania (BPI) | platynowa płyta | 600 000+ | [ 20 ] |
| Polska (ZPAV)         | złota płyta     | 25 000+  | [ 21 ] |